# Poggio-di-Nazza
Poggio-di-Nazza település Franciaországban, Haute-Corse megyében. Lakosainak száma 186 fő (2022. január 1.). Poggio-di-Nazza Lugo-di-Nazza, Ghisonaccia, Ghisoni, Isolaccio-di-Fiumorbo és Prunelli-di-Fiumorbo községekkel határos.

## Népesség
A település népességének változása:
| Lakosok száma | 305  | 224  | 165  | 176  | 177  | 183  | 176  | 181  | 183  | 186  |
|               | 1968 | 1982 | 1990 | 2006 | 2013 | 2015 | 2017 | 2019 | 2020 | 2022 |